# Вавилонская башня

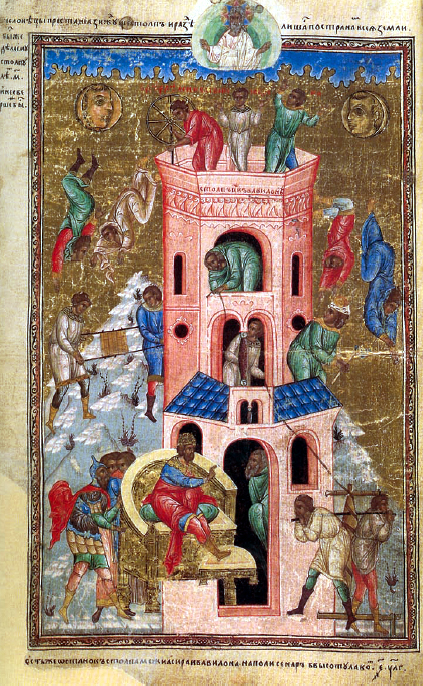
Древнерусская миниатюра из «Христианской топографии» Косьмы Индикоплова (1539)

Вавило́нская ба́шня (ивр. מיגְדָּל בָּבֶל‎ Мигда́ль Баве́ль) — башня, которой посвящена библейская история, изложенная в 11-й главе книги Бытия (Быт. 11:1—9). Согласно этой истории, после Всемирного потопа человечество было представлено одним народом, который разговаривал на одном языке. С востока люди пришли на землю Сеннаар (в нижнем течении Тигра и Евфрата), где решили построить город, названный Вавилоном, и башню (столп) до небес, чтобы «сделать себе имя».
Вавило́нское столпотворе́ние, именуемое творением столпа (строительство башни), согласно библейскому тексту, было прервано Богом, который заставил людей заговорить на разных языках, из-за чего они перестали понимать друг друга, не могли продолжать строительство города и башни, разделились на различные народы и рассеялись по всей земле. Так история о Вавилонской башне объясняет появление различных языков после Всемирного потопа.

## История

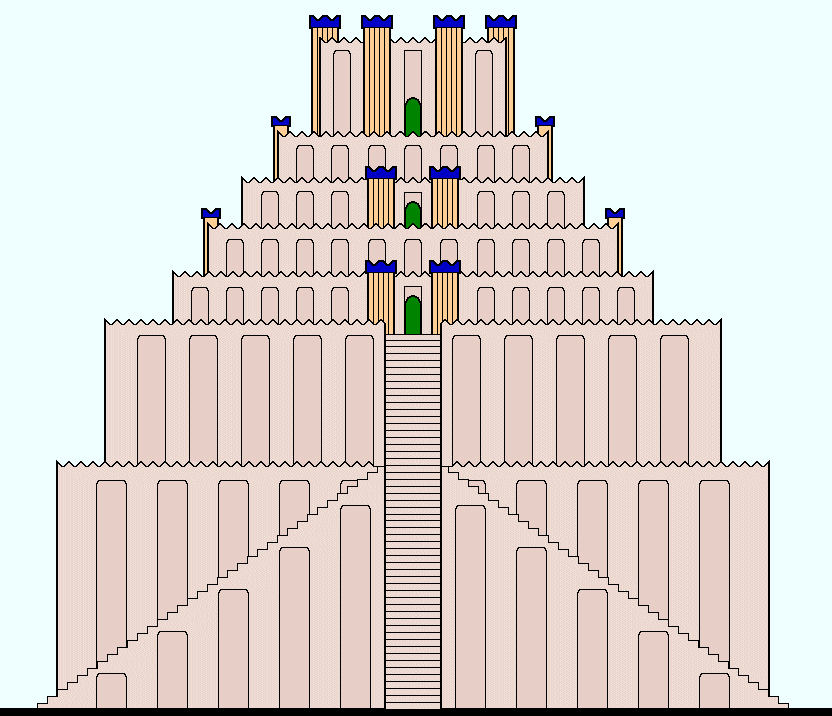
Схема Этеменанки.

По преданию, строительством Вавилонской башни руководил потомок Хама Нимрод.

### Возможный прототип
Ряд учёных-библеистов прослеживает связь истории о Вавилонской башне с традицией строительства в Древней Месопотамии высоких башен-храмов, называвшихся зиккуратами. Вершины башен служили для отправления религиозных обрядов и астрономических наблюдений.
Самый высокий зиккурат (высотой 91 м, одна прямоугольная ступень и семь спиральных — всего 8) находился именно в Вавилоне. Он назывался Этеменанки, что означает «дом, где сходятся небеса с землёю». Неизвестно, когда именно было осуществлено первоначальное строительство этой башни, но она уже существовала во время правления Хаммурапи (1792—1750 до н. э.). Предположительно построена ассирийским зодчим Арад-аххер-шу при восстановлении Эсагилы — главного храма Вавилона — по указу Асархаддона, восстанавливавшего Вавилон после того, как его разрушил Синаххериб.
Ассирийский царь Синаххериб в 689 г. до н. э. разрушил Вавилон, этой же участи подвергся Этеменанки. Зиккурат был восстановлен Навуходоносором II. Евреи, насильственно переселённые Навуходоносором в «вавилонский плен» после уничтожения Иудейского царства, познакомились с культурой и религией Междуречья и, несомненно, знали о существовании зиккуратов. Айзек Азимов полагал, что они могли принять башню Навуходоносора в процессе её строительства за разрушенную.
Сама же башня разрушалась и реконструировалась несколько раз. Только после последней и самой крупной реконструкции[когда?] фундамент башни достиг ширины 90 м при такой же высоте сооружения. Подсчёты позволяют говорить о том, что для возведения этой башни было использовано около 85 млн кирпичей. Монументальная лестница вела к верхней платформе башни, где устремлялся в небо двухэтажный храм.
Башня была частью храмового комплекса, располагавшегося на берегах реки Евфрат.
Найденные археологами глиняные таблички с надписями позволяют утверждать, что каждая секция башни имела своё особое значение; те же таблички дают информацию о религиозных ритуалах, отправлявшихся в данном храме.
В 331 году до н. э. Александр Великий приказал разобрать здание для последующей реконструкции, которой помешала его смерть.
Начатое ещё при Александре строительство Этеменанки так и не было завершено; остатки верхней части зиккурата были вывезены в округ Новый город, где из них началось возведение греческого театра. По этой же причине позднейшие путешественники и исследователи долгое время не могли обнаружить руин Вавилонской башни.

## В исламе
Согласно исламу, неверующие люди действительно хотели построить некую башню, но в отличие от библейской версии, в Коране говорится, что её собирались построить в Египте.
Муса обратился к Фирауну и Хаману со словами: «Отпусти с нами сынов Исраила и не причиняй им мучения». Расспросив Пророка о том, кто является его Богом, Фираун приказал Хаману зажечь огонь для изготовления кирпичей, чтобы построить высокую башню, по которой он смог бы взобраться, чтобы увидеть Бога Мусы.
Это событие описано в аятах (28:36-40) суры «Аль-Касас» (Повествование).

۝ Когда Муса (Моисей) явился к ним с Нашими ясными знамениями, они сказали: «Это — всего лишь вымышленное колдовство. Мы не слышали об этом от наших праотцев». ۝ Тогда Муса (Моисей) сказал: «Мой Господь лучше знает, кто пришел с верным руководством от Него и чей исход в Последней жизни окажется счастливым. Воистину, беззаконники не преуспеют». ۝ Фараон сказал: «О знать! Я не знаю для вас иного бога, кроме меня. О Хаман! Разожги огонь над глиной и сооруди для меня башню, чтобы я смог подняться к Богу Мусы. Воистину, я полагаю, что он является одним из лжецов».۝ Он и его воины несправедливо возгордились на земле и предположили, что они не вернутся к Нам. ۝ Мы схватили его и его воинов и бросили их в море. Посмотри же, каким был конец беззаконников!۝. —  28:36—40 (Кулиев)
Это событие также описано в аятах (40:36-37) суры «Гафир» (Прощающий).

۝Фараон сказал: «О Хаман! Построй для меня башню. Быть может, я достигну путей, ۝ путей небесных, и взгляну на Бога Мусы (Моисея). Воистину, я считаю его лжецом».  Вот так Фараону представилось прекрасным зло его деяний, и он был сбит с пути. А козни Фараона оказались безуспешными.۝ —  40:36, 37 (Кулиев)

## Крылатое выражение
В русском языке вавилонское столпотворение — устойчивое словосочетание (фразеологизм), в переносном смысле: суматоха, полный беспорядок, суета. В разговорной речи часто переосмысляется как производное от слова столпиться.
Остров Бабел (рус. Вавилон) назван первооткрывателем Мэтью Флиндерсом по громким крикам птиц, напомнившим ему историю о Вавилонском столпотворении.

## В гимнографии
Событие появления различных языков и разделение людей на народы при вавилонском столпотворении упоминается в гимнографии богослужения Православной церкви, в кондаке на утрени на праздник Троицы:
| Кондак праздника, глас 8 (Ἦχος πλ. δ') | Ὅτε καταβὰς τὰς γλώσσας συνέχεε, διεμέριζεν ἔθνη ὁ Ὕψιστος· ὅτε τοῦ πυρὸς τὰς γλώσσας διένειμεν, εἰς ἑνότητα πάντας ἐκάλεσε, καὶ συμφώνως δοξάζομεν τὸ πανάγιον Πνεῦμα. | Егда́ снизше́д язы́ки слия́, разделя́ше язы́ки Вы́шний, егда́ же о́гненныя язы́ки раздая́ше, в соедине́ние вся призва́, и согла́сно сла́вим Всесвята́го Ду́ха. | Когда сошел Всевышний и языки смешал, Он этим разделял народы; когда же огненные языки раздал, Он к единению всех призвал, и мы согласно славим Всесвятого Духа. |

## В искусстве и науке

### Изобразительное искусство

Картина «Вавилонская башня», Питер Брейгель Старший (1563)

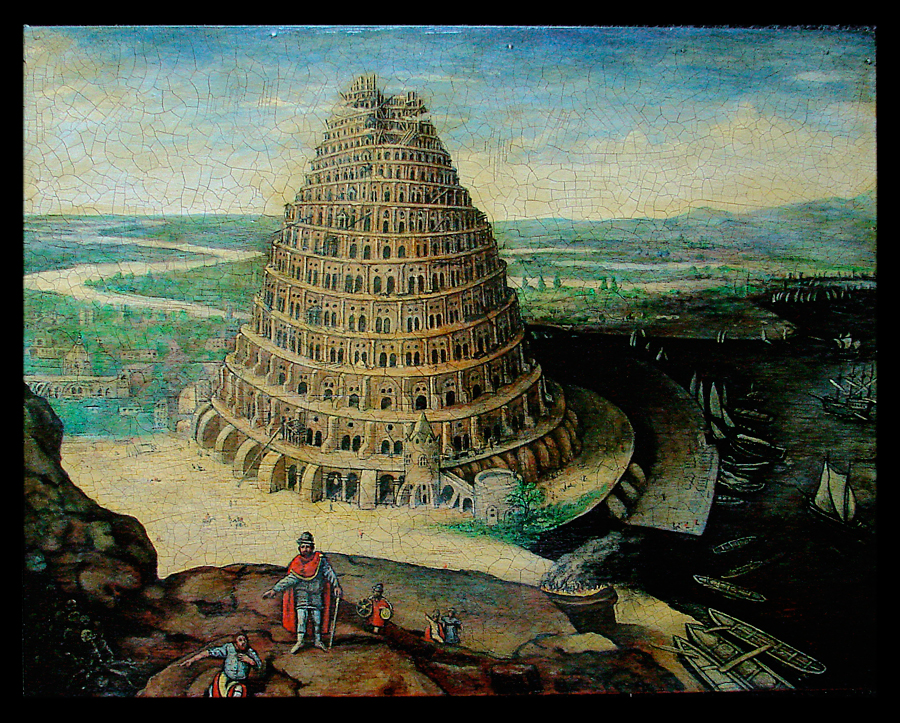
«Строительство Вавилонской башни», Лукас ван Фалькенборх (1595)

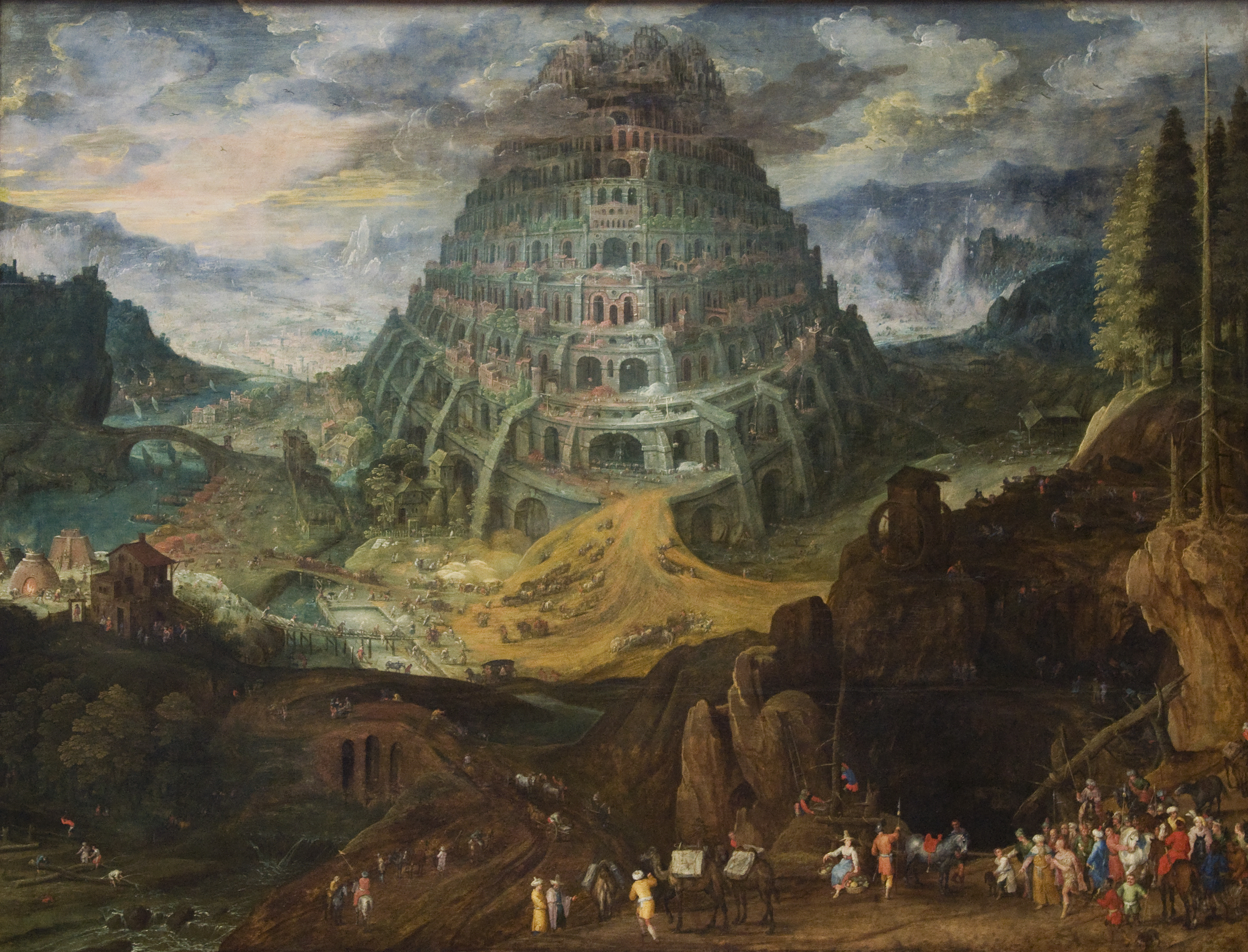
«Вавилонская башня», Тобиас Верхахт при участии Яна Брейгеля Старшего (ок. 1606 — 1620)

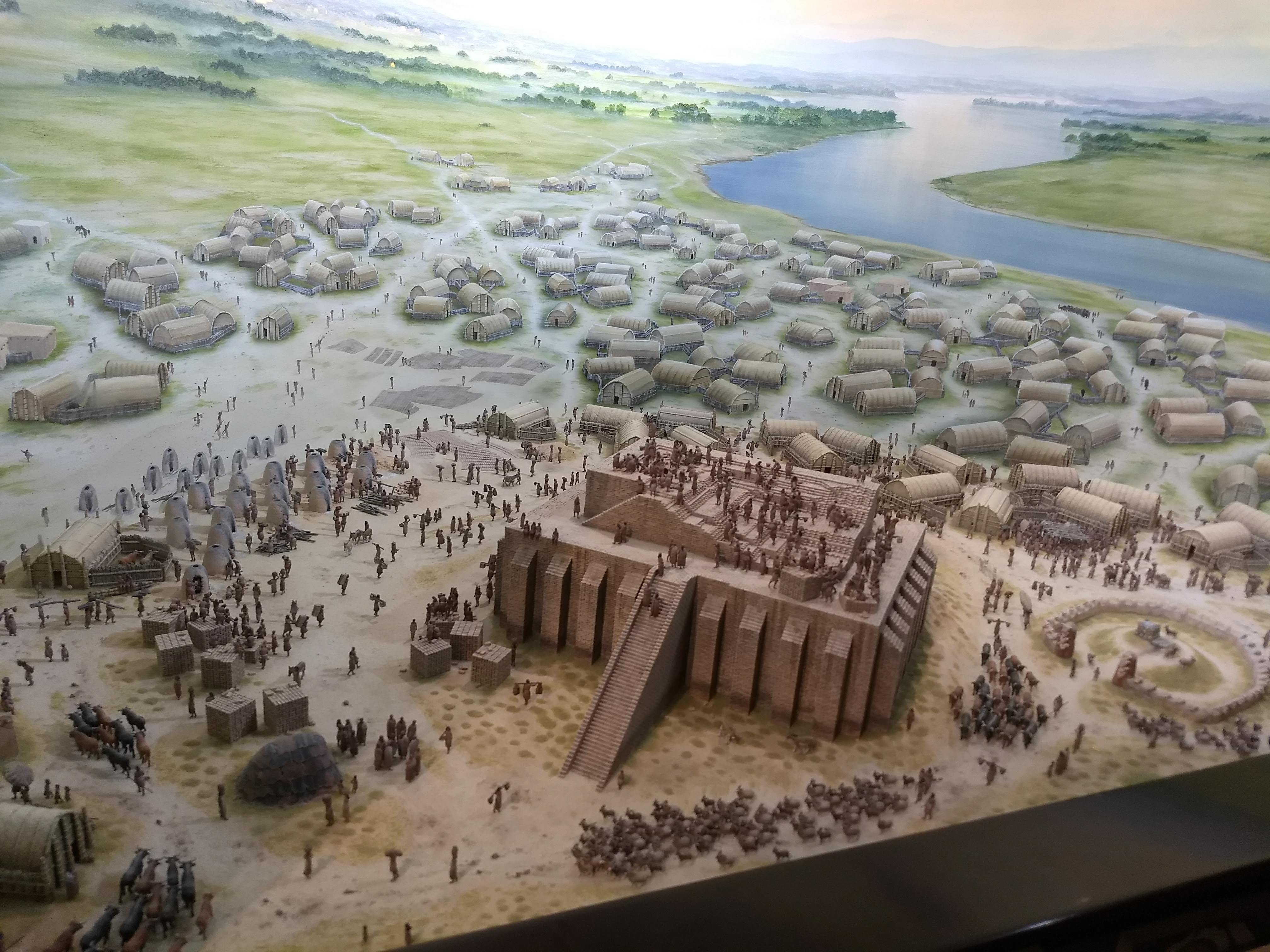
Вавилонская башня в составе диорамы в креационистском тематическом парке Ark Encounter, Кентукки, США

Сюжет о Вавилонской башне распространён в христианской иконографии — в многочисленных миниатюрах, рукописных и печатных изданиях Библии (например, в миниатюре английской рукописи XI века); а также в мозаиках и фресках соборов и церквей (например, мозаика собора Сан-Марко в Венеции, конец XII — начало XIII в.).
В европейской живописи наиболее знаменитой картиной на этот сюжет является полотно Питера Брейгеля Старшего «Вавилонское столпотворение» (1563). Более стилизованное геометрически сооружение изобразил М. Эшер на гравюре 1928 года.

### Музыка
- Оратория Антона Рубинштейна «Вавилонское столпотворение»[англ.] (1869).
- Кантата Игоря Стравинского для чтеца, мужского хора и оркестра «Вавилон» (1944).
- В 1975 году Элтон Джон выпустил альбом Captain Fantastic and the Brown Dirt Cowboy с песней «Tower of Babel».
- На основе сюжета о Вавилонской башне построена вокальная опера-импровизация Бобби Макферрина «Боббл» (2008).
- В 1993 году панк-группа Bad Religion выпустила альбом Recipe for Hate с песней «Skyscraper»: «…Well madness reigned and paradise drowned when Babel’s walls came crashing down…»
- В 1994 году Александр Малинин написал песню «О, Вавилон»: «…Но стали — чудо из чудес — мы строить башню до небес…»
- В 1997 году у группы «Аквариум» вышел диск «Гиперборея», в котором есть песня «Вавилонская башня».
- В 2003 году вышел сингл группы Кипелов — «Вавилон».
- В 2006 году испанский певец Давид Бисбаль выпустил альбом Premonición с песней «Torre De Babel» («Вавилонская башня»).
- В 2006 году исполнитель Mark Pritchard выпустил композицию «Come Let Us», в тексте которой используется цитата из истории о Вавилонской башне.
- В 2012 году английская фолк-рок-группа Mumford & Sons выпустила песню и одноимённый альбом Babel.
- В 2015 году российский рэп-исполнитель Oxxxymiron выпустил альбом «Горгород», на обложке которого изображена Вавилонская башня.
- В 2017 году российская группа 25/17 выпустила альбом «Ева едет в Вавилон», на обложке которого изображена Вавилонская башня.

### Театр
- Американский хореограф Адам Дариус осуществил многоязычную театральную постановку истории о Вавилонской башне в 1993 году в Institute of Contemporary Arts (Лондон).
- На Рурском фестивале[нем.] 1998 года состоялась премьера совместного проекта театра «Ильхом» режиссёра Марка Вайля и модерн-балета Shapiro & Smith Dance под названием «Отель Вавилон».
- В 2016 году украинский режиссёр Владислав Троицкий презентовал на сцене Гогольfest оперу-цирк «Вавилон».

### Видеоигры
- На основе сюжета о Вавилонской башне была создана компьютерная игра Prince of Persia: The Two Thrones, где главному герою предстоит карабкаться вверх по Вавилонской башне, чтобы покончить с тиранией Визиря.
- Вавилонская башня присутствует в игре Serious Sam: The Second Encounter.
- В первой части игры Painkiller есть уровень «Babel», при прохождении которого нужно взбираться на вершину высокой башни, попутно сражаясь с монстрами.
- В игре Babel Rising[англ.] нужно в роли Бога не допустить постройки Вавилонской башни, причиняя страдания людям в виде молний, землетрясений или наводнений.
- В игре Lineage 2 сюжет о Вавилонской башне послужил прототипом для локации «Tower of Insolence».
- В некоторых играх серии Civilization Вавилонская башня представлена как одно из чудес света.
- В играх Final Fantasy IV и Final Fantasy IV: The After Years является одной из локаций. Используется для связи с луной. На вершине башни есть зал с кристаллами для призыва Вавилонского Гиганта.
- В игре Agony Вавилонская башня является порталом между преисподней и реальным миром.
- Последний уровень второго эпизода игры Doom носит название «Tower of Babel».
- В игре Devil May Cry 3: Dante`s Awakening основное место действия сюжета — башня Темен-ни-Гру, являющаяся порталом в Ад. Внешний вид, дизайн и предназначение башни вдохновлены Вавилонской башней, в особенности картинами Брейгеля.

### Информационные технологии
- Пакет babel для типографской системы LaTeX добавляет детализированную поддержку более 250 языков мира.
- Инструмент Babel для языка программирования JavaScript позволяющий компилировать программы на этом языке.
- Сервис Babel Fish для перевода части текста или веб-страницы целиком на другой язык был назван в честь  вавилонской рыбки из цикла научно-фантастических романов «Автостопом по галактике» английского писателя Дугласа Адамса, название которой, в свою очередь, отсылает к библейскому преданию о Вавилонской башне.